# Cheironitis haroldi
Cheironitis haroldi är en skalbaggsart som beskrevs av Ernst Ballion 1870. Cheironitis haroldi ingår i släktet Cheironitis och familjen bladhorningar. Inga underarter finns listade i Catalogue of Life.